# عدشيت
عدشيت أو عدشيت القصير هي إحدى القرى اللبنانية من قرى قضاء مرجعيون في محافظة النبطية. يبلغ عدد سكانها 6,000 نسمة تقريبا.
وهي غير عدشيت الشقيف التي تقع في قضاء النبطية على مقربة من بلدات عبا والقصيبة وشوكين